# Техеняц
Техеняц (арм. Թեղենյաց լեռնաշղթա) — горный хребет в Армении, в Котайкской и Арагацотнской областях. Хребет частично покрыт лесом, его длина составляет 20 км. Высшая точка — гора Техенис (Алибек), 2851,0 м.
К юго-западу от хребта расположена гора Араилер, к западу — Апаранское водохранилище и Арагац, к юго-востоку — гора Атис.